# National Chemical Laboratory
 (mars 2023).
Si vous disposez d'ouvrages ou d'articles de référence ou si vous connaissez des sites web de qualité traitant du thème abordé ici, merci de compléter l'article en donnant les références utiles à sa vérifiabilité et en les liant à la section « Notes et références ».
Le National Chemical Laboratory (ou NCL) est un laboratoire de chimie d'Inde situé à Pune, dans l'État du Maharashtra. Fondé en 1950, cet établissement mi-privé mi-public très bien équipé regroupe environ 800 personnes (chercheurs, docteurs, étudiants en thèse) dans les différents domaines de la chimie (chimie macromoléculaire, chimie organique, biochimie, catalyse, chimie à haute pression, etc.).
Comme beaucoup de laboratoires et autres organismes en Inde, toute une zone de Pune lui est réservée, où l'on trouve poste, banques, logements, commerces, etc.